# ロシア鉄道RA3形気動車
ロシア鉄道RA3形気動車（ロシア語: РА3）は、ロシア鉄道（ОАО «Российские железные дороги»）および中央郊外旅客会社（АО «Центральная ППК»）が2019年から導入する気動車（レールバス）である。

## 概要
ロシア鉄道が運営している路線の50％を占める非電化区間用に設計・製造が行われる郊外区間用気動車。エンジン付きの先頭車による2両編成および付随車1両を中間に挟んだ3両編成を基本としており、2編成を連結した運転も可能である。
それまでメトロワゴンマッシュが製造していたRA2形等のレールバスと比較して最高速度が120km/hと20km/h向上した他、車体が大型化した事により座席数も15％増加している。扉部は高床・低床双方のプラットホームに対応しており、先頭車には低床式プラットホームでの車椅子利用客の乗降に備えたリフトが設置されている。また車内についても先頭車にバリアフリートイレが備わっている他、車内案内表示装置、監視カメラ、除菌作用を加えた空調設備など利用客の快適性を考慮した内装となっている。
なお、形式名のRA3（РА3）は「第3世代のレールバス（РА3）」と言う意味である。

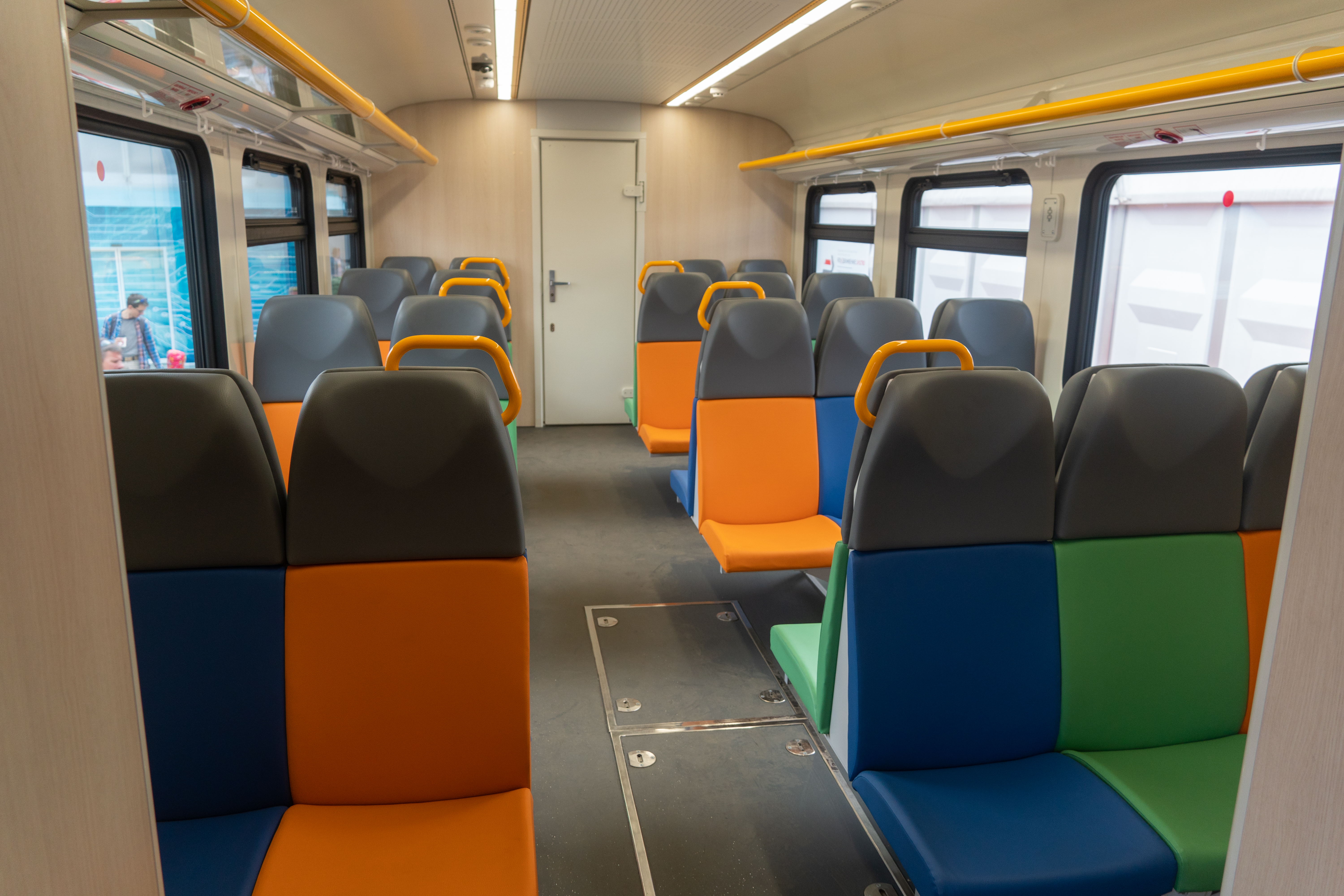
車内（運転台側）
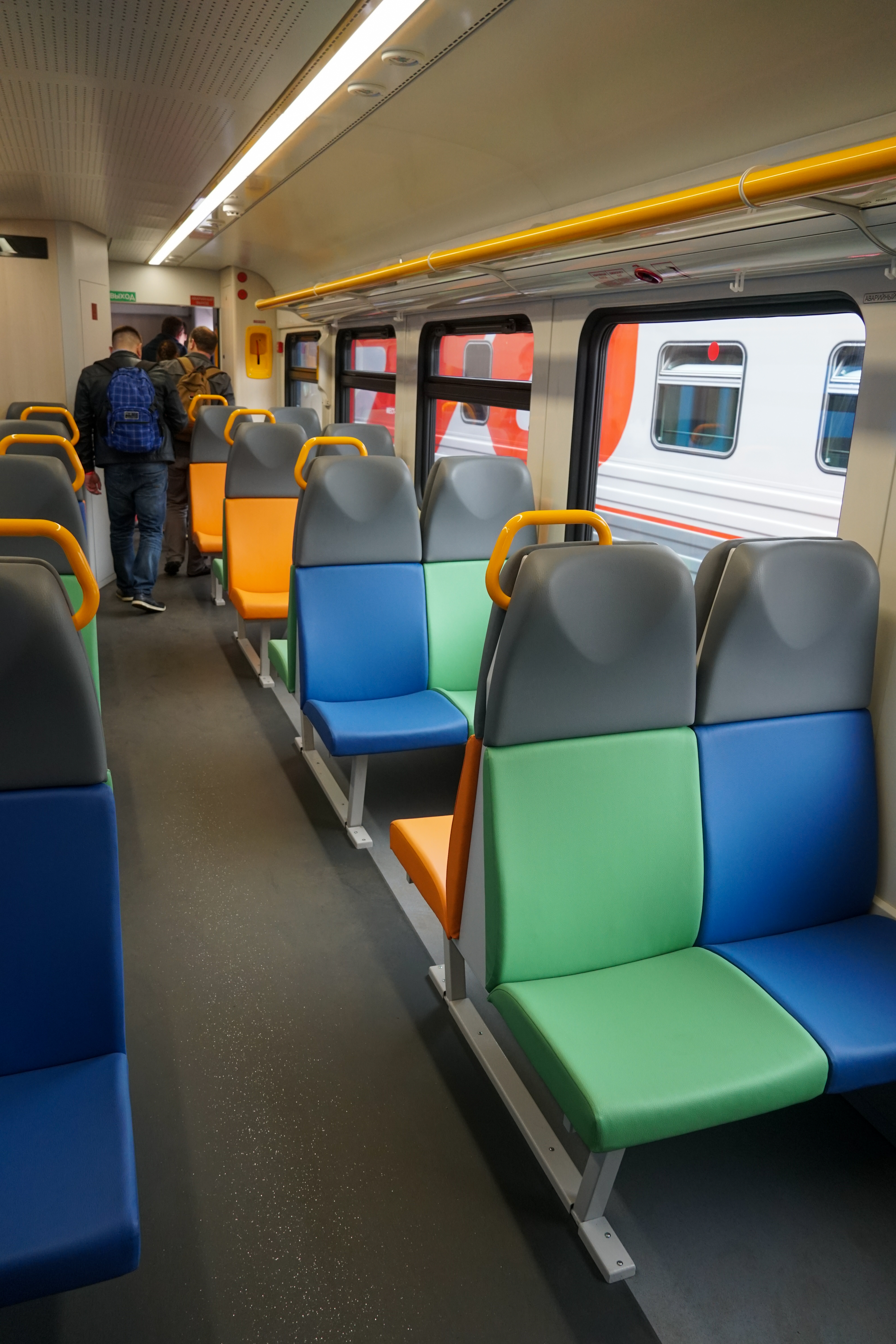
車内（貫通路側）
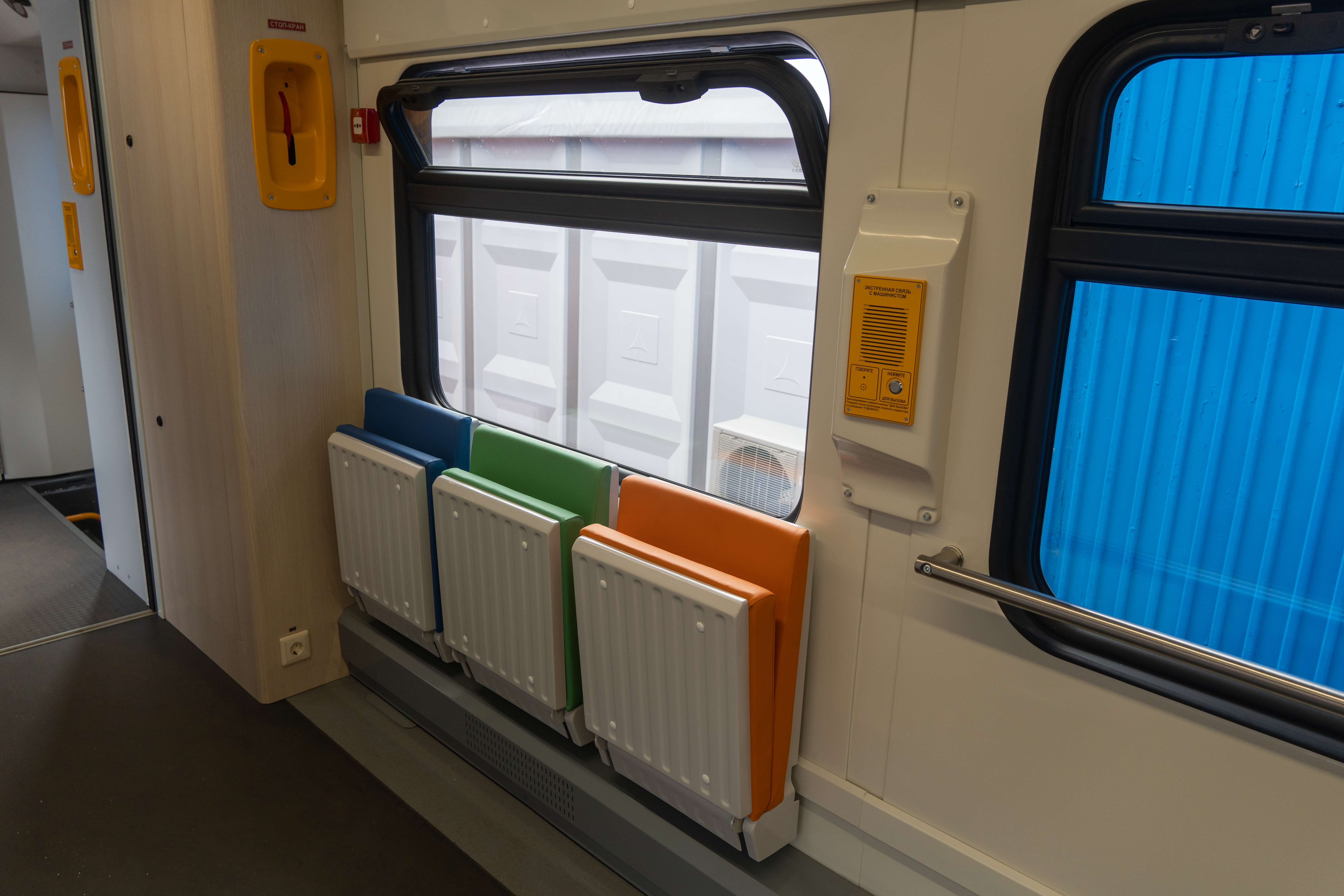
折り畳み座席
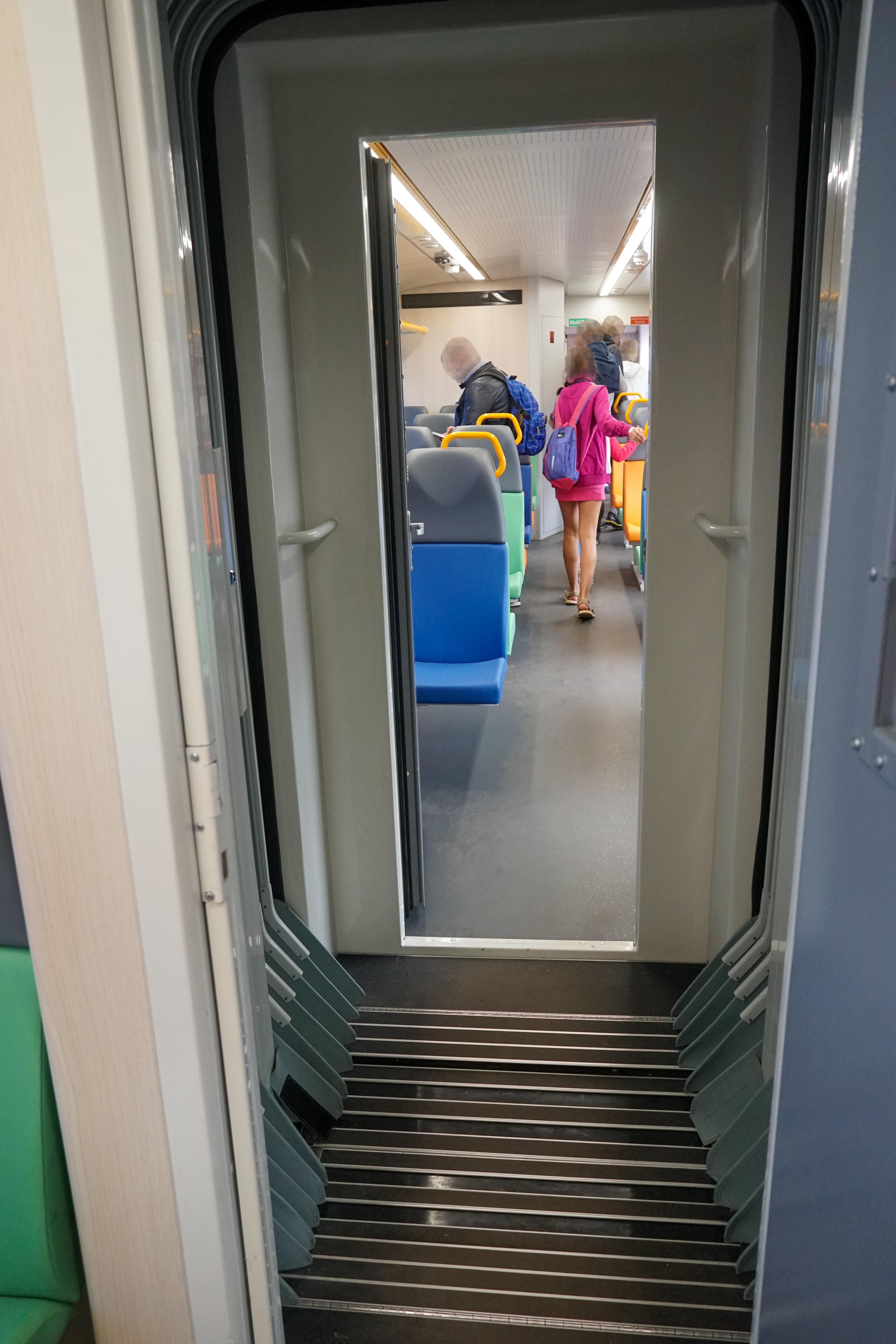
車両間は幌で繋がっている
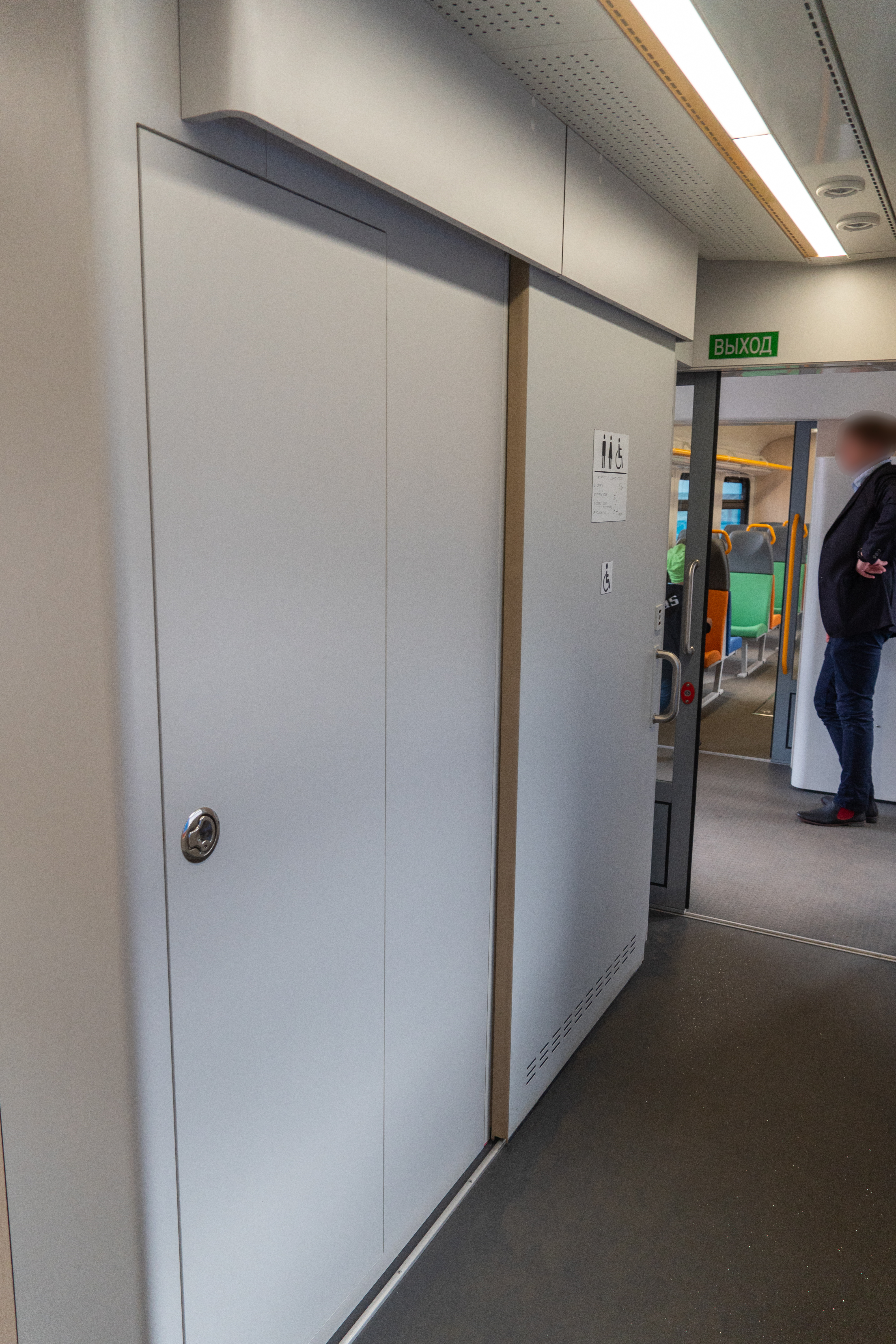
バリアフリー対応トイレ

## 運用

### 中央郊外旅客会社
モスクワ州で通勤・近郊列車を運行する中央郊外旅客会社向けの車両として2019年2月に先頭車2両が完成し、翌3月に製造された中間付随車を加えて試験運転が開始された。試験は2019年夏頃まで行われる事となっており、それ以降2020年5月までモスクワ近郊の非電化路線へ向けて2両編成17本・3両編成6本の製造が予定されている。。

### ロシア鉄道極東鉄道支社サハリン地域部
日本統治時代の南樺太の鉄道から続いた狭軌（1,067mm）から広軌（1,520mm）への改軌が実施されたサハリンの鉄道には、それまで日本製の気動車が使われていた近郊列車用としてRA3形が導入される事になった。8月30日にユジノサハリンスク駅で開催されたセレモニーで一般公開が実施された後、9月1日から2両編成3本がユジノサハリンスク駅 - コルサコフ駅、ユジノサハリンスク駅 - トマリ駅、トマリ駅 - ホルムスク＝セヴェルヌイ駅間で営業運転を開始した。更に翌2020年までに2両編成4本の増備が行われる事になっており、改軌後のサハリンの鉄道における短距離・中距離輸送を担う予定となっている。